# Remona Fransenová
Remona Fransenová (* 25. listopadu 1985, Dordrecht, Jižní Holandsko) je nizozemská atletka, která se věnuje víceboji.
Největší úspěch své kariéry zaznamenala v roce 2011 na halovém ME v Paříži, kde si ve všech pěti disciplínách pětiboje (60 m př., skok do výšky, vrh koulí, skok daleký, běh na 800 metrů) vylepšila osobní rekord a výkonem 4 665 bodů vybojovala bronzovou medaili.

## Osobní rekordy
- pětiboj (hala) – 4 665 bodů – 4. března 2011, Paříž
- sedmiboj (dráha) – 6 198 bodů – 17. července 2011, Ratingen